# 參旗增七
獵戶座16，又名BD+09 743，HD 33254、SAO 112467、HR 1672，是獵戶座的一颗恒星，视星等为5.43，位于銀經191.69，銀緯-17.46，其B1900.0坐标为赤經5h 3m 49.5s，赤緯+9° -17.46′ 4″。